# Montescueia
Montescueia leitaoi es una especie de arañas araneomorfas de la familia Ctenidae. Es la única especie del género monotípico Montescueia.  Es nativa de Argentina.